# Wyomylus
Wyomylus — вимерлий рід ссавців з родини верблюдових (Camelidae). Рід містить такі види: Wyomylus whitei. Скам'янілості виявлено в США (Вайомінг) — всього 1 колекція.